# 米基利斯凯 (扎波罗热区)
47°54′10″N 35°33′52″E / 47.90278°N 35.56444°E
米基利斯凱（烏克蘭語：Микільське）是位於烏克蘭東南部的村莊，由扎波羅熱州扎波羅熱区的米哈伊洛-盧卡舍韋市鎮負責管轄。該村處於莫克拉莫斯科夫卡河畔，始建於1865年，面積0.51平方公里，2001年人口115。